# Don Nelson
Pour les articles homonymes, voir Nelson.
Donald Arvid Nelson (né le 15 mai 1940 à Muskegon dans le Michigan) est un ancien joueur et entraîneur de basket-ball en NBA. Il évolue avec les Zephyrs de Chicago, les Lakers de Los Angeles et finalement les Celtics de Boston, franchise avec laquelle il obtient cinq titres de champion NBA. Dès sa carrière de joueur terminée, il prend la responsabilité d'entraîneur principal de la franchise des Bucks de Milwaukee. Il occupe ensuite ce poste chez les Warriors de Golden State, les Knicks de New York, les Mavericks de Dallas puis de nouveau les Warriors. Il termine cette carrière d'entraîneur en septembre 2010. Il est alors le détenteur du record de victoires en NBA avec 1 335. Ce record est établi lors de sa dernière saison et dépasse le précédant record de Lenny Wilkens. Il est détroné le 12 mars 2022 lorsque Gregg Popovich obtient sa 1336ème victoire en saison régulière avec les Spurs de San Antonio. Il est intronisé au Basketball Hall of Fame en 2012.
On lui attribue généralement l'invention de la stratégie dite du hack-a-player. Il fut également l'un des principaux utilisateurs de la stratégie dite du run and gun.

## Carrière de joueur

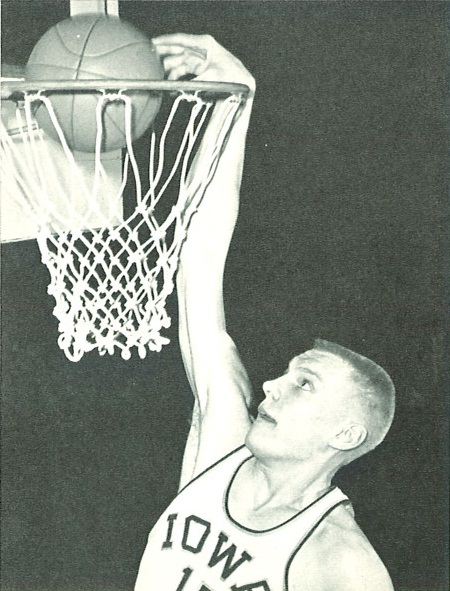
En 1962, sous le maillot des Hawkeyes de l'Iowa

Issu de l'université d'Iowa, Don Nelson est sélectionné en dix-neuvième position de la draft 1962 par les Zephyrs de Chicago. Il évolue aux Zephyrs pendant deux saisons avant d'être vendu au Lakers de Los Angeles en 1964. Il est libéré l'année suivante et signé par les Celtics de Boston. Nelson y achève la meilleure saison de sa carrière, avec 10 points et 5 rebonds de moyenne, en tant que membre de l'équipe des Celtics qui remporte le titre NBA. Il est alors considéré comme l'un des meilleurs sixième homme de la ligue.
En 10 saisons chez les Celtics, il remporte cinq titres. Il prend sa retraite de joueur après quatorze saisons. Son numéro, le 19, est retiré par les Celtics en 1978[réf. nécessaire].

## Carrière d'entraîneur
Don Nelson prend les rênes de la franchise des Bucks de Milwaukee et commence à montrer ses capacités de recrutement : il effectue son premier transfert en envoyant Swen Nater aux Braves de Buffalo en échange d'un choix de draft avec lequel il sélectionne Marques Johnson, qui eut une solide carrière avec les Bucks.
Il est nommé NBA Coach of the Year (entraîneur de l'année) en 1983 et 1985.
Il quitte les Bucks après sept saisons, chacune au-dessus de la barre des 50 victoires en saison régulière, mais sans jamais remporter le titre.
Nelson devient alors l'entraîneur et le vice-président des Warriors de Golden State, où il reçoit la distinction d'entraîneur de l'année une troisième fois en 1992.
Il recrute à Golden State une quantité incroyable de joueurs talentueux comme Tim Hardaway, Latrell Sprewell et Chris Webber. Il quitte l'équipe après un mauvais début de saison et une dispute avec Chris Webber.
Il est invité à être l'entraîneur de l'équipe nationale des États-Unis aux Championnats du monde 1994 à Toronto. Il accepte et remporte la médaille d'Or.
Durant l'été 1995, Nelson signe avec les Knicks de New York, mais ne reste que jusqu'en 1996, à cause de résultats moyens et de mésententes avec les joueurs.
Il prend alors les rênes de l'équipe de Dallas en 1997.
Il métamorphose l'une des plus mauvaises équipes de la ligue et mène les Mavericks à quatre saisons consécutives à plus de 50 victoires, en assemblant ce qui est certainement l'équipe la plus talentueuse sur le papier de la ligue, grâce à son flair (il récupère entre autres Dirk Nowitzki contre Robert Traylor). Néanmoins, Nelson n'accède toujours pas aux finales avec son équipe.
En 2005, Nelson quitte son poste d'entraîneur et nomme à sa place Avery Johnson, ancien joueur des Mavericks que Nelson a lui-même recruté en tant qu'assistant. Il explique sa démission en affirmant que les joueurs obéissaient mieux à Johnson qu'à lui. Après quelques mois au poste de consultant pour la franchise de Dallas, Nelson quitte le texas pour retrouver le banc des Warriors à l'orée de la saison 2006-2007. Il reste à la tête de cette dernière équipe jusqu'en septembre 2010. Durant cette saison, il dépasse le record du nombre de 1 332 victoires en NBA détenu par Lenny Wilkens lors d'une victoire 116 à 107 face aux Timberwolves du Minnesota. Il est remplacé à son poste d'entraîneur principal par son ancien adjoint Keith Smart.

## Palmarès

### Joueur
- Champion NBA avec les Celtics de Boston en 1966, 1968, 1969, 1974 et 1976.

### Entraîneur
- NBA Coach of the Year (Entraîneur de l'année) en 1983, 1985 et 1992.
- Médaille d'or au Championnat du Monde 1994.
- 2eme au Record de victoires en carrière (derrière Popovich 1336): 1 335 succès. Lenny Wilkens, ancien détenteur du record, est resté bloqué à 1 332 victoires.

## Pour approfondir
- Liste des joueurs les plus titrés en NBA.
- Liste des joueurs en NBA ayant joué plus de 1 000 matchs en carrière.